# Target (televisieserie)
Target was een Britse politieserie, die van 1977 tot 1978 liep op BBC1. De serie werd opgenomen in Southampton spelende in het 13e Regional Crime Squad.  Patrick Mower speelde als Det. Supt. Supt. Steve Hackett, Brendan Price als Det. Sgt. Frank Bonney, Vivien Heilbron als Det. Sgt. Louise Colbert en Philip Madoc als Det. Chief Supt. Tate.
Zeventien afleveringen werden geproduceerd in twee series. De serie werd geannuleerd na de tweede serie in 1978 en werd vervangen door de politieserie Shoestring.
Target werd geproduceerd door Philip Hinchcliffe. Sommige van de afleveringen werden geschreven door David Wickes, die ook de scripts schreef  voor The Professionals.

## Afleveringen 1e serie
- Shipment
- Blowout
- Big Elphant
- Hunting Parties
- Vandraggers
- Lucky Lady
- Set Up
- Roadrunners
- Carve Up

## Afleveringen 2e serie
- Rouges Gallery
- The Good and the Faithfull Women
- Queens Pardon
- Fringe Banking
- Promises
- The Trouble with Charlie
- Figure of Importance
- The Run.